# Linda Kepp
Linda Kepp   (Tartu, 29 de febrer de 1936 - Tartu, 26 de setembre de 2006), posteriorment de casada Ojastu, fou una atleta estoniana, especialista en curses de velocitat que va competir sota bandera soviètica durant la dècada de 1950.
En el seu palmarès destaca una medalla d'or en els 4x100 metres del Campionat d'Europa d'atletisme de 1958, formant equip amb Vera Krepkina, Nina Polyakova i Valentina Maslovskaya. El 1954, 1955 i 1956 es proclamà campiona nacional d'Estònia dels 200 metres i els 80 metres obstacles, a banda de quatre campionats de relleus.

## Millors marques
- 100 metres. 11.8"
- 200 metres. 24.6" (1957)[1]